# Offbeatr
Offbeatr era un sito web statunitense per la raccolta fondi, crowdfunding, nel settore pornografico, soprannominato anche il Kickstarter del porno.
I progetti possono essere multimediali, eventi o oggetti. la comunità degli utenti può votare i progetti.
Se il progetto raggiunge abbastanza voti, si può aprire la campagna fondi.
Se un progetto raggiunge i suoi scopi, il creatore del progetto può ottenere i fondi.
Gli utenti devono avere obbligatoriamente almeno 18 anni
I progetti devono avere sede negli Stati Uniti, nel Regno Unito, in Germania, in Canada, in Francia, in Australia o in Nuova Zelanda.
Offbeatr sta sviluppando una sua piattaforma di pagamento.  Le comuni piattaforme di pagamento di Amazon e PayPal non permettono pagamenti per ciò che concerne la pornografia.
Il sito è stato lanciato nell'agosto 2012 dalla società di Los Angeles Extra Lunch Money, dai fondatori Ben Tao e Eric Lai e programmato da Barry C.